# Aziz Doufikar
Aziz Doufkir, né le 3 octobre 1963 à Casablanca, est un footballeur international marocain évoluant au poste d'attaquant. 
Connu comme étant le premier joueur marocain à évoluer en Eredivisie, Aziz Doufikar mets plusieurs joueurs en avant dont Ibrahim Afellay et Hakim Ziyech.

## Biographie

### Carrière en club

#### Formation au PEC Zwolle
Aziz Doufikar naît à Casablanca de parents marocains avant d'immigrer en 1974 avec sa mère, ses quatre frères et ses quatre sœurs à Lelystad à l'âge de huit ans. Son père, Miloudy Doufikar avait déjà émigré aux Pays-Bas en 1968 et travaillant dans une fabrique à Leyde. La famille Doufikar est l'une des premières famille étrangère à s'installer dans la ville de Lelystad. En 1978, alors que Aziz est âgé de treize ans, son père décède au Maroc des suites d'une maladie grave. Sadia, la mère de Aziz prendra les choses en main en plaçant les quatre frères dans l'académie de football de Lelystad.

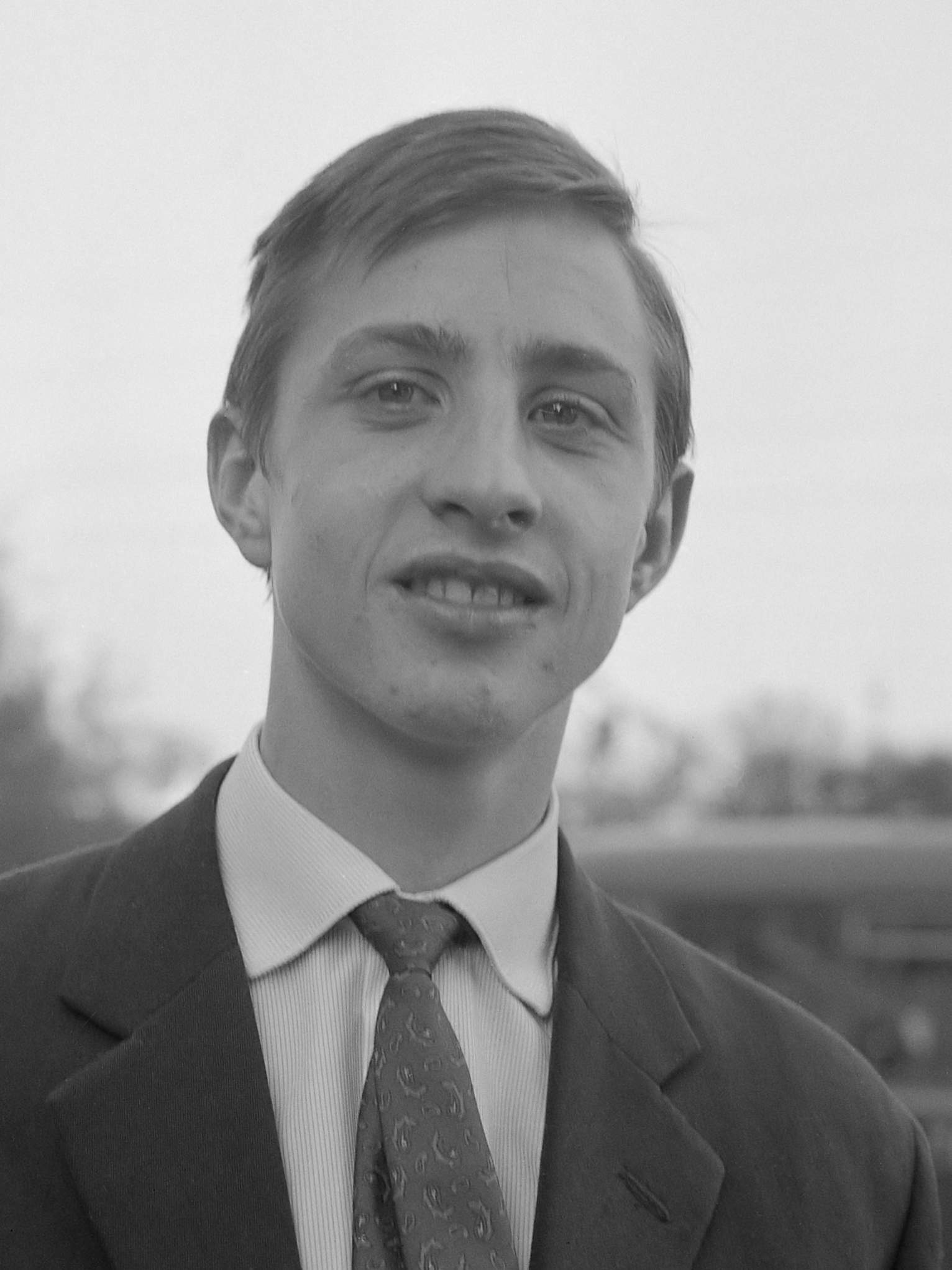
Aziz Doufikar est contraint de quitter l'Ajax à la suite du concurrent Johan Cruyff.

Aziz commence le football en 1978 au SV Lelystad '67, club de sa ville. Ayant joué l'un de ses derniers matchs face à l'Ajax Amsterdam, il attirera les yeux des scouts de l'académie de l'Ajax Amsterdam et du PSV Eindhoven. Hésitant entre les deux clubs, la mère de Doufikar conseille à son fils d'opter pour l'Ajax Amsterdam afin de ne pas s'éloigner du domicile familial. Le club recrute tôt le joueur en 1977. Le joueur évolue pendant cinq ans dans l'académie du club d'Amsterdam. Promu en équipe A par Aad de Mos en 1983, il se retrouve aux côtés de Marco van Basten, John van 't Schip et Sonny Silooy. Jouant dans la même position que Johan Cruijff, Doufikar demande au club ajacide de le mettre dans la liste de départ afin de trouver un club où il évoluera en tant que titulaire.
En 1984, il signe un contrat professionnel dans son club formateur du PEC Zwolle. Il évolue une saison avec les jeunes du club avant de faire ses débuts professionnels en 1984 sous numéro 8 dans un match de championnat face au SC Heerenveen, faisant de lui le premier marocain à évoluer en Eredivisie. En décembre 1985, Aziz Doufikar est victime d'insultes racistes de la part de l'arbitre Henk van Ettekoven. Ce dernier aurait violemment insulté le jeune marocain âgé alors de 21 ans: « Casse toi dans ton pays ! ». L'information fait alors la une des journaux aux Pays-Bas. Le joueur évolue trois saisons en Eredivisie. Lors de sa deuxième saison, relégué en D2, il entre en conflit avec Co Adriaanse. Ce dernier l'empêche de participer à un stage de préparation à la Coupe du monde 1986 en Irlande avec le Maroc. Co Adriaanse demande à Doufikar de rester dans le club afin d'aider ses coéquipiers à la promotion en première division, notamment à un match crucial face à l'ADO La Haye. Doufikar finira sa troisième saison avec le PEC Zwolle avec une privation de prendre part à la Coupe du monde 1986. En fin de saison, il reçoit une offre de l'Inter Milan. Le joueur décide de refuser l'Italie.

#### Départ au Portugal
Le 1987, il signe un contrat de trois ans au sein du club portugais du Sporting Espinho à Porto, club évoluant en première division portugaise. Lors de sa première saison, âgé de 24 ans, il fait seulement deux entrées en jeu. Lors de la deuxième saison au sein du club portugais, il trouve sa place de titulaire dans le onze type du club. Lors de la saison 1987-1988, il voit son club arriver à la 17ème place du championnat. Le Sporting Espinho est alors relégué en deuxième division portugaise lors de la saison 1993-94. Lors de sa troisième saison, il joue de nouveau une saison complète et demande de quitter le club en fin de saison pour évoluer à un plus haut niveau. Plusieurs clubs en Allemagne, au Portugal et aux Pays-Bas se présenteront pour Aziz Doufikar.

#### Retour aux Pays-Bas
Le joueur signe en 1992 au Fortuna Sittard en Eredivisie. Les dirigeants du club avaient à cette époque de très bonnes relations avec Co Adriaanse, l'ancien coach de Aziz Doufikar lors de sa formation au PEC Zwolle. Débutant sous numéro 8 comme lors de son passage au PEC Zwolle, il joue son premier match face au Feyenoord Rotterdam, réalisant son premier but dans le premier match. Il réalise trois saisons complètes, marquant 45 en 146 matchs.  
En janvier 1991, il signe un contrat pour la durée d'un an au FC Eindhoven en deuxième division. Il réalise une demi-saison sans pour autant être titulaire et réclame très vite son départ du championnat néerlandais.

#### Vitoria et clubs amateurs
En juillet 1995, il signe un contrat de trois ans au sein du club du Vitória FC, club évoluant en deuxième division. Avec ce club, le joueur réalise une saison remarquable en faisant la montée historique du club en première division portugaise. Lors de la deuxième saison 1996-97, le joueur réalise de nouveau une grosse saison en première division portugaise, le permettant d'être repéré par Henri Michel, n'ayant pas hésité à convoquer le néerlando-marocain âgé alors de 33 ans pour disputer un match amical face à la Croatie en équipe nationale.
Aziz Doufikar termine sa carrière au Portugal dans le club de Vitoria, suivi de deux autres clubs amateurs avant de retourner aux Pays-Bas se lancer dans une carrière d'entraîneur.

### Carrière internationale
En 1986, âgé de 22 ans et joueur du PEC Zwolle, il est pré-sélectionné pour prendre part à la Coupe du monde 1986. Il ne sera pas retenu dans la liste finale.
En novembre 1996, il reçoit une convocation de la part de Henri Michel pour disputer un match amical face à la Croatie aux côtés de plusieurs stars du football marocain comme Mustapha Hadji ou encore Noureddine Naybet. Aziz Doufikar entre en jeu en fin de match à la place de Ali El Khattabi (match nul, 2-2).

## Style de jeu
Aziz Doufikar est connu aux Pays-Bas comme ayant été l'un des joueurs les plus polyvalent de l'histoire de l'Eredivisie. Pouvant évoluer en tant qu'ailier droit, il a également occupé les postes d'attaquant pointe, de milieu relayeur, de milieu récupérateur ainsi que le latéral droit.

## Palmarès
- Vice-champion des Pays-Bas de D2 en 1986 avec le PEC Zwolle
- Vice-champion du Portugal de D2 en 1996 avec le Vitória Setúbal